# MESSAGE IN A BILL
MESSAGE IN A BILL (メッセージ・イン・ア・ビル)とは、日本銀行券の紙幣追跡サイトである。

## 概要
記番号によって紙幣を追跡するという点では、海外などにおいて過去に開設されてきた従来の紙幣追跡サイトと何ら変わらないが、当サイトではボトルメールの発想が取り入れられており、記番号の登録に際し、併せてメッセージも登録することができるシステムとなっている。
メッセージはその紙幣を入手した時の状況、結婚式の披露宴などに使うのであれば、新郎新婦に対する祝い文句、募金に使うのであれば被災地などに向けた激励など、内容は自由である。
2024年12月現在ウェブサイトは閉鎖されており、事実上のサービス終了状態となっている。